# Hans Rancke-Madsen
Hans Rancke-Madsen (født 4. august 1956, død 9. oktober 2015) var en dansk tegneserieforfatter, som blandt andet var medforfatter på den danske tegneserie Valhalla..
Rancke-Madsen var også med til at stifte Danmarks ældste rollespilskongres Viking-Con, som han ligeledes skrev  rollespilsscenarier til.